# Jorge de Hesse
Jorge de Hesse (o también, Jorge de Hesse-Darmstadt) (Darmstadt, 31 de agosto de 1780 - ídem, 17 de abril de 1856) fue un príncipe y militar alemán de los siglos XVIII y XIX que sirvió en el ejército imperial y en el del gran ducado de Hesse.

## Biografía
Sus padres fueron el matrimonio formado por el landgrave Luis de Hesse-Darmstadt, hijo primogénito del landgrave Luis IX de Hesse-Darmstadt, y Luisa de Hesse-Darmstadt.
Siguió la carrera militar, siendo enviado por su padre a servir al ejército imperial austríaco en 1791, con 11 años. Permaneció en el mismo hasta 1804. En 1806 su padre fue elevado a gran duque de Hesse y en 1807, Jorge ingresa en el ejército granducal donde serviría el resto de su vida. En 1804 al contraer matrimonio con una noble austríaca católica, se convertiría a esta última religión.
En 1827 tras su divorcio, pasó a residir un breve período de tiempo en Trieste y Venecia. En 1830 volvería a Hesse, donde residiría hasta su muerte en 1856, realizando viajes esporádicos a Italia para visitar a su hija y su familia.

## Matrimonio y descendencia
A raíz de su estancia en la corte imperial de Viena trabó conocimiento con Carolina Otilia de Töröck de Zendrö (1786-1862). Contrajo matrimonio morganático con Carolina el 31 de enero de 1804.  Carolina recibiría distintos títulos de nobleza por parte de su suego: en 1804, baronesa de Menden; en 1808, condesa de Nidda y en 1821, princesa de Nidda. El matrimonio se divorciaría en 1827, llevando separados desde 1821. Fruto de este matrimonio tuvieron una hija, Luisa (1804-1833) casada en 1829 con el toscano Lucas Borbon del Monte Santa María, marqués del Monte de Santa María (1808-1885).
Antes de este matrimonio había existido rumores acerca de un eventual matrimonio con la princesa María Antonia de Hohenzollern-Hechingen (1781-1831), hija de Germán, prìncipe reinante de Hohenzollern-Hechingen.

## Títulos, órdenes y cargos

### Títulos
- Su Alteza Serenísima el landgrave Jorge de Hesse-Darmstadt
- Su Alteza Granducal el príncipe Jorge de Hesse.[4]

### Órdenes

#### Gran ducado de Hesse y el Rin
- Caballero gran cruz de la Orden de Luis. (25 de agosto de 1807)[4]
- Caballero gran cruz de la Orden de Felipe el Magnánimo. (1 de mayo de 1840)[5][6]
- Condecorado con la Cruz de los 25 años de servicio.[6]

#### Extranjeras
- Caballero de la orden del León Dorado.[6]
- Caballero de la orden de San Huberto.[6] ( Reino de Baviera)
- Caballero de la orden de la Fidelidad.[6] ( Gran Ducado de Baden)
- Caballero gran cruz de la orden del León de Zähringen.[6] ( Gran Ducado de Baden)
- Caballero gran cruz de la orden del Halcón Blanco.[6] (Gran ducado de Sajonia-Weimar-Eisenach)

### Cargos
- General de infantería.[7]
- Propietario (inhaber) del III regimiento de infantería del Gran ducado de Hesse.[6]
- Miembro de la Primera Cámara de los Estados del Gran ducado de Hesse.